# Ґерард де Вріс Лентсх
Ґерард де Вріс Лентсх (нід. Gerard de Vries Lentsch, 23 листопада 1883 — 9 липня 1973) — нідерландський яхтсмен.
Срібний призер Олімпійських Ігор 1928 року в класі 8 метрів.